# Список глав государств в 252 году
Список глав государств в 251 году — 252 год — Список глав государств в 253 году — Список глав государств по годам

## Африка
- Мероитское царство (Куш) — Текеридеамани, царь (246 — 266)

## Азия
- Армения Великая:
  - Тиридат II, царь (217 — 252)
  - Хосров II, царь (252)
  - в 252 году завоевана Персией
- Вакатака — Виндхиасакти, император (250 — 270)
- Гассаниды — Джафна I ибн Амр, царь (220 — 265)
- Гупта — Шри Гупта, махараджа (240 — 280)
- Дханьявади — Тюрия Патипат, царь[англ.] (245 — 298)
- Западные Кшатрапы — Дамаядасри III, махакшатрап (251 — 255)
- Иберия — Митридат IV, царь (249 — 265)
- Китай (Период Троецарствия):
  - Вэй:
    - Ци-ван (Цао Фан), император (239 — 254)
    - Сыма Ши, регент (251 — 254)

  - У:
    - Сунь Цюань, император (222 — 252)
    - Сунь Лян, император (252 — 258)
    - Чжугэ Кэ, регент (252 — 253)

  - Шу — Лю Шань, император (223 — 263)
- Корея (Период Трех государств):
  - Конфедерация Кая — Кодын, ван (199 — 259)
  - Когурё — Юнгчхон, тхэван (248 — 270)
  - Пэкче — Кои, король (234 — 286)
  - Силла — Чхомхэ, исагым (247 — 261)
- Паган — Хти Мин Ин, король[англ.] (242 — 299)
- Персия (Сасаниды) — Шапур I, шахиншах (241 — 272)
- Тоба — Тоба Ливэй, вождь (219 — 277)
- Чера — Иламчерал Ирумпораи, царь (241 — 257)
- Япония — Дзингу Кого, регент (201 — 269)

## Европа
- Боспорское царство — Рескупорид V, царь (240 — 276)
- Ирландия — Кормак мак Арт, верховный король (226 — 266)
- Римская империя:
  - Требониан Галл, римский император (251 — 253)
  - Волузиан, римский император (251 — 253)
  - Требониан Галл, консул (252)
  - Волузиан, консул (252)

## Галерея
- Требониан Галл 
 251—253 
 Император Римской империи
- Волузиан 
 251—253 
 Император Римской империи
- Шапур I 
 241—272 
 Шахиншах Персии
- Сунь Цюань 
 222—252 
 Император китайской империи У
- Дзингу 
 201—269 
 Императрица Японии